# Guatlla
Guatlla, guatla o guàtlera (pasqualet a Crevillent) és un nom col·lectiu per a gèneres de la família dels fasiànids. Les guatlles són ocells d'aspecte arrodonit i d'alimentació principalment granívora per bé que també complementen la seva dieta amb insectes. Fan el niu a terra, de vegades dins dels camps de cereals.
Són objecte també de l'avicultura i se n'aprofita sobretot la carn i els ous.
El mascle rep el nom de guatllot/guatlot o guatllerot/guatlerot.

## Taxonomia
- Gènere Anurophasis
  - Anurophasis monorthonyx
- Gènere Coturnix
  - Coturnix coromandelica
  - Coturnix delegorguei
  - Coturnix pectoralis
  - Coturnix ypsilophora
  - Guatlla comuna (Coturnix coturnix)
  - Guatlla de Nova Zelanda (Coturnix novaezelandiae), extinta.
  - Guatlla japonesa (Coturnix japonica)
- Gènere Excalfactoria
  - Excalfactoria adansonii
  - Guatlla xinesa (Excalfactoria chinensis)
- Gènere Ophrysia
  - Ophrysia superciliosa, possiblement extinta.
- Gènere Perdicula
  - Perdicula argoondah
  - Perdicula asiatica
  - Perdicula erythrorhyncha
  - Perdicula manipurensis